# Isla del Toro (Italia)
La Isla del Toro o Isla El Toro (en italiano: Isola del Toro o Isola il Toro) es una isla volcánica, y deshabitada parte del archipiélago de Sulcis, en Cerdeña, en el país europeo de Italia.
El islote, seco, áspero y escarpado, tiene una forma cónica y una línea de árboles poco notoria (limitada a una especie introducida por los seres humanos: la Nicotiana glauca) y vegetación herbácea poco variada, pero rica en especies endémicas. Hay muchas especies de insectos y otros invertebrados.